# 독일해외학교관리처

독일해외학교관리처의 로고

독일해외학교관리처(ZfA)는 다음과 같은 해외 문화/교육 정책을 실시하는 독일 외무부 산하기관이다. 독일해외학교관리처의 목적은 해외국가의 문화와 사회와의 교류, 해외국가에서의 독일어 지원, 독일해외학교관리처(ZfA)는 독일외무부와 연방주들과의 협의하에 다음과 같은 학교들을 관리하고 지원한다. 전 세계에 위치한 123개의 독일학교, 독일연방공화국의 지원을 받는 530개의 해외학교가 있다.

## 한국사무소
독일해외학교관리처(ZfA) 한국사무소의 임무는 전 세계적으로 시행되는 독일문화교육부장관회의 독일어능력인증시험(DSD)을 한국에 알리고 선발된 고등학교에 도입하는 것이다. 독일어능력인증시험(DSD)은 현재 60개국에서 매년 약 46,000명의 학생들이 치르는, 국제적으로 매우 공신력있는 시험이다.
한국에서 지금까지 DSD 시험을 목표로 독일어능력인증시험반을 개설한 7개교는 서울대학교 사범대학 부설고등학교, 이화여자고등학교, 경기여자고등학교, 보성고등학교, 이화여자외국어고등학교, 용인외국어고등학교, 부산외국어고등학교가 있다.

## 같이 보기
- 독일 문화교육부 장관 회의의 독일어 능력 시험